# Marlene Raabe-Steinherr
Marlene Raabe-Steinherr (* 10. September 1985 als Marlene Steinherr in Berlin) war eine deutsche Seglerin in der 470er-Klasse.

## Leben
Im Herbst 2014 rückte Marlene Steinherr vom Verein Seglerhaus am Wannsee als Vorschoterin zu Annika Bochmann ins Boot. Nach dem vierten Platz bei der Europameisterschaft 2015 bedeutete der achte Platz bei der Weltmeisterschaft 2015 die Qualifikation für die Olympischen Spiele 2016. Dort erreichte das Boot bei 20 Startern den 18. Platz.
Nach ihrem Studienabschluss als Sportwissenschaftlerin studierte sie Psychologie.